# Líbano (película)
Líbano es una película de guerra israelí dirigida por Samuel Maoz. La cinta obtuvo el León de Oro en el 66.ª Festival Internacional de Cine de Venecia, convirtiéndose en el primer filme israelí que ha ganado ese honor. El largometraje no ha tenido todavía una gran difusión. En el propio Israel la película ha sido objeto de polémica.

## Trama
La película, filmada dentro de un tanque, muestra la historia de un intento de rescatar a un grupo de paracaidistas en un entorno urbano bajo estado de sitio por las tropas sirias. Fue dirigida por Shmulik Maoz, quien se basó en sus experiencias como un joven conscripto israelí durante la guerra del Líbano de 1982. Es un filme antibélico.

## Reparto
- Oshri Cohen
- Zohar Shtrauss – Gamil
- Michael Moshonov – Yigal
- Itay Tiran – Así
- Yoav Donat – Shmulik
- Reymond Amsalem
- Dudu Tasa

## Premios
Después de ganar el León de Oro en la 66.ª Festival Internacional de Cine de Venecia, Maoz dijo: «Dedico este premio a los miles de personas en todo el mundo que, como yo, vuelven de la guerra sanos y salvos. Pareciera que están muy bien, que trabajan, se casan, tienen hijos. Sin embargo, dentro de la memoria seguirán siendo apuñalados en su alma». Maoz dijo a The Observer: «El punto de una película como la mía es abrir un diálogo, para que la gente hable entre sí sobre problemas importantes. Esto es algo que no se puede hacer si se boicotean las películas. No tiene sentido boicotear el arte. Tal vez no habría ganado si Jane Fonda hubiese estado en el jurado, pero no fue así». El diario británico The Guardian lo describió como una «elección controvertida». El León de Oro es el más alto premio que se otorga a una película de Israel hasta la fecha. Maoz dice que muchas personalidades israelíes estaban en contra de que se presentease Líbano en el Festival Internacional de Cine de Venecia. El jurado de Venecia estuvo presidido por Ang Lee, quien ganó el León de Oro en 2005 con Brokeback Mountain. Líbano compitió contra otros 24 filmes. La victoria en Venecia causó un aumento en la popularidad de la película en el Festival Internacional de Cine de Toronto.

## Reacción
El New York Times la describió como «una asombrosa obra de cine». Ese periódico también la describe como «gráficamente violenta». Por otro lado, la revista Variety dice que Líbano es «la más audaz y mejor» de las recientes películas israelíes basadas en las guerras del Líbano. Según The Guardian, hay temores de que Líbano disuada a los hombres jóvenes de enrolarse en el ejército.